# Znojmo
Znojmo là một thị trấn thuộc huyện Znojmo, vùng Jihomoravský, Cộng hòa Séc.